# 대진항 (동해시)
대진항(大津港)은 강원특별자치도 동해시 대진동에 있는 어항이다. 2002년 11월 18일 어촌정주어항으로 지정되었다. 시설관리자는 동해시장이다.

## 어항 구역
본 항의 어항구역은 다음과 같다.
- 북방파제 북측 10m기점을 기준하여 어항 시설(방파제, 방사제) 지적경계로부터 해역에서 10m떨어진 구역을 기준으로 육지부와 만나는 점(남방파제 기점 10m)을 각각   연결하는 선내의 공유수면 및 편입용지(대진동 201-2외 23필지 70,089m2)(육역25,576m2,해역44,513m2)